# 武科瓦尔

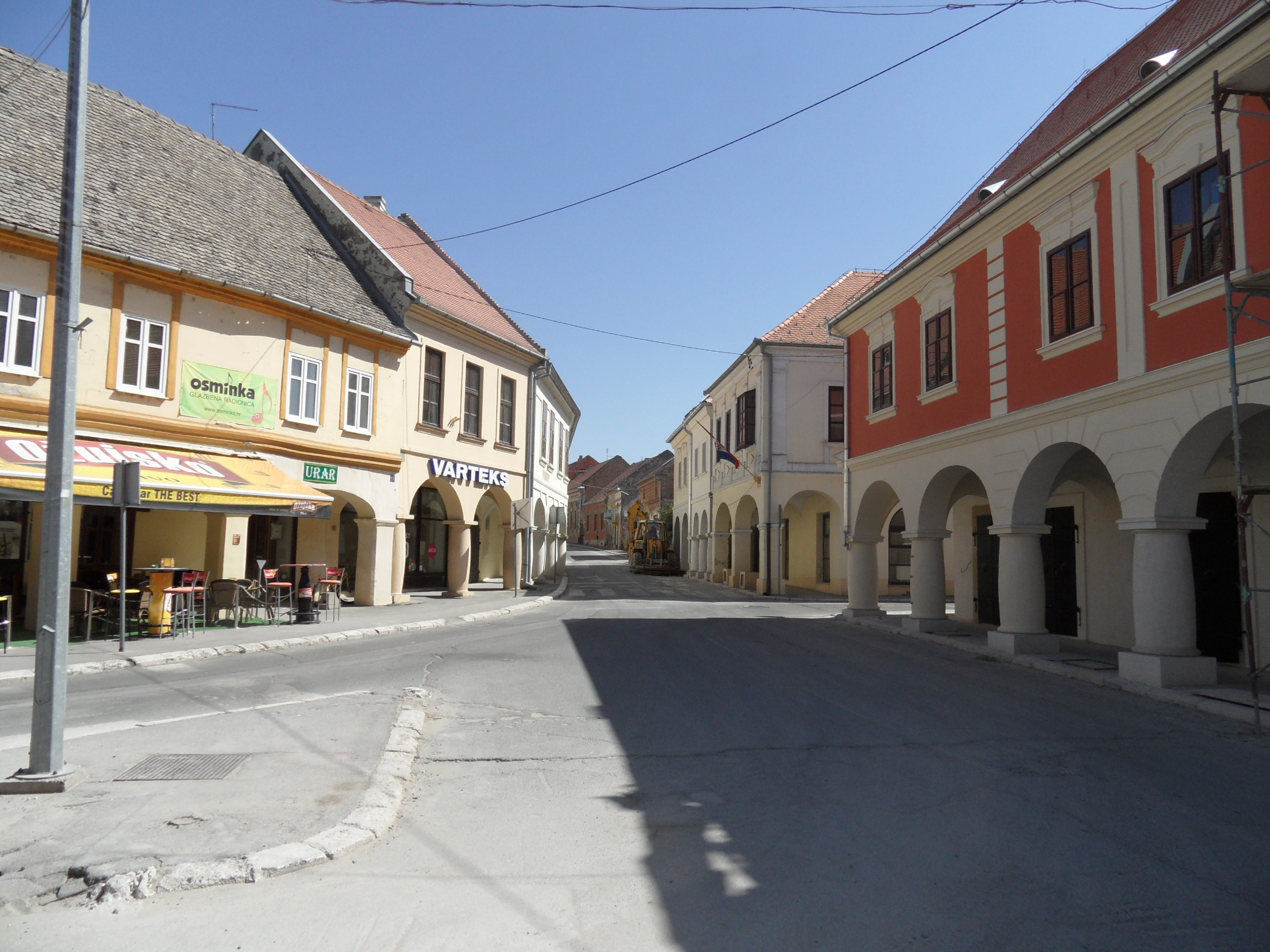
武科瓦尔

武科瓦尔（發音：[ʋûkoʋaːr]）位于克罗地亚东部武科河与多瑙河交汇处，邻近塞尔维亚，是武科瓦尔-斯雷姆县的县治所在，人口31,670人（2001年）。

## 友好城市
- 波斯尼亚和黑塞哥维那莫斯塔爾
- 克罗地亚杜布罗夫尼克
- 塞尔维亚巴奇